# Monster High (TV serija)
Monster High je dječja animirana serija izrađena po uzoru na istoimenu Mattelovu franšizu lutaka. Serija se prikazuje od listopada 2022. godine na američkom Nickelodeonu.

## Radnja
Clawdeen, djevojčica koja je polu-čovjek i polu-vukodlak je nova učenica u školi Monster High. Zajedno sa svojim prijateljicama Draculaurom i Frankie doživljava brojne avanture u školi za čudovište.

## Pregled serije
Serija se sastoji od segmenata koji traju desetak minuta, a dva se segmenta obično prikazuju zajedno kao jedna epizoda. Neki segmenti imaju dva dijela, pa traju punih dvadesetak minuta. 
Pretpregled serije prikazan je 6. listopada 2022., a prva sezona je s prikazivanjem započela 28. listopada iste godine na američkom Nickelodeonu. Druga sezona je naručena 17. studenoga 2022. godine, a sastojati će se od 20 epizoda. 
Serija se također prikazuje na hrvatskom Nickelodeonu od 1. travnja 2023. godine. Serija se isprva prikazivala subotom i nedjeljom ujutro, a kasnije svaki dan. Do sada nisu bile prikazane sve epizode, a preskočeni su i neki segmenti. 
| Sezona | Sezona | Epizode | Epizode | Originalno emitiranje | Originalno emitiranje |
| Sezona | Sezona | Epizode | Epizode | Premijera             | Finale                |
| ------ | ------ | ------- | ------- | --------------------- | --------------------- |
|        | 1.     | 26      | 26      | 6. listopada 2022.    | 8. prosinca 2023.     |
|        | 2.     | 20      | 20      | 11. ožujka 2024.      | 24. listopada 2024.   |

### Prva sezona
| Br. u seriji | Br. u sezoni | Hrvatski naslov Engleski naslov                                                                    | Američki nadnevak prikazivanja          | Hrvatski nadnevak prikazivanja          |
| ------------ | ------------ | -------------------------------------------------------------------------------------------------- | --------------------------------------- | --------------------------------------- |
| 1.           | 1.           | "Čudovišno" "The Monstering"                                                                       | 28. listopada 2022.                     | 1. travnja 2023.                        |
| 2.           | 2.           | "Borba s hranom" / "Ukleti mozak" "Food Fight" / "Unfinished Brain-ness"                           | 6. listopada 2022.                      | 1. travnja 2023.                        |
| 3.           | 3.           | "Brutalni ponedjeljak" / "Portret čudovišta" "Case of the Moondays" / "Portrait of a Monster"      | 4. studenoga 2022.                      | 2. travnja 2023.                        |
| 4.           | 4.           | "Vještičja odluka" / "Dio čopora" "Witch Hitch" / "Part of the Pack"                               | 28. studenoga 2022.                     | 8. travnja 2023.                        |
| 5.           | 5.           | "Deuceov način" / "Vukodlački vikend" "That Thing You Deuce" / "Werewolf Weekend"                  | 29. studenoga 2022. 30. studenoga 2022. | 9. travnja 2023.                        |
| 6.           | 6.           | "Djelići šapo-slagalice" "Paw-zzle Pieces"                                                         | 1. prosinca 2022.                       | 15. travnja 2023.                       |
| 7.           | 7.           | "Noćna mora višenoćja" "Nightmare Nightmore"                                                       | 19. prosinca 2022.                      | 16. travnja 2023.                       |
| 8.           | 8.           | "Krivi korak" / "Zakon piramide" "Out of Step" / "Pyramid Scheme"                                  | 10. ožujka 2023.                        | 4. rujna 2023.                          |
| 9.           | 9.           | "Što je bilo, Watzie?" / "Moj pratioc" "What's Up, Watzie?" / "So Familiar"                        | 10. ožujka 2023.                        | 5. rujna 2023.                          |
| 10.          | 10.          | "Slomljena" / "Zaštitnički nastrojen brat" "Crushed" / "Over-Brotective"                           | 17. ožujka 2023.                        | 6. rujna 2023 20. rujna 2023.           |
| 11.          | 11.          | "Strašni horoskop" / "Pokreni te kosti" "Horoscare" / "Flaunt Your Skeleton"                       | 24. ožujka 2023.                        | 21. rujna 2023 8. rujna 2023.           |
| 12.          | 12.          | "Jezivi pidžama tulum / Sudar utvara" "Creepover Party" / "Creature Clash"                         | 31. ožujka 2023.                        | 11. rujna 2023 22. rujna 2023.          |
| 13.          | 13.          | "Čudovišni film" / "Ušni crv" "Monster Movie" / "Earworm"                                          | 31. ožujka 2023.                        | 13. rujna 2023.                         |
| 14.          | 14.          | "Spell the Beans"                                                                                  | 2. listopada 2023.                      | još nije prikazano                      |
| 15.          | 15.          | "Puno Ghoulie / Lijesometni urok" "Growing Ghoulia" / "Casketball Jinx"                            | 3. listopada 2023.                      | 23. listopada 2023. 28. travnja 2024.   |
| 16.          | 16.          | "Cleo u kuhinji" / "Slučaj nestalog plišanca" "Cleo in the Kitchen" / "Case of the Missing Squeak" | 4. listopada 2023.                      | 24. listopada 2023. 25. listopada 2023. |
| 17.          | 17.          | "Vođa benda" "Pet Problems" / "License to Rock"                                                    | 10. listopada 2023.                     | još nije prikazano 26. listopada 2023.  |
| 18.          | 18.          | "Krađa moći" "Power Heist"                                                                         | 11. listopada 2023.                     | 27. listopada 2023.                     |
| 19.          | 19.          | "Čudovišni ispiti" "Monster Midterms"                                                              | 12. listopada 2023.                     | 15. travnja 2024.                       |
| 20.          | 20.          | "Krznena kriza / Bugi noćna mora" "Furmergency" / "Boogey Nightmare"                               | 16. listopada 2023.                     | 16. travnja 2024.                       |
| 21.          | 21.          | "Najbolje prijateljice / Dan strašnih karijera" "Best Fiends" / "Scareer Day"                      | 17. listopada 2023.                     | 17. travnja 2024.                       |
| 22.          | 22.          | "???? / Konjska posla" "Stone Alone" / "Horsin' Around"                                            | 18. listopada 2023.                     | još nije prikazano 18. travnja 2024.    |
| 23.          | 23.          | "Izlet pod mjesečinom / ???" "Moonlit Fieldtrip" / "A Little Boost"                                | 19. listopada 2023.                     | 19. travnja 2024. još nije prikazano    |
| 24.          | 24.          | "Čudni putevi slatkovodnih voda / Opaka moda" "Fresh Waters Run Deep" / "Sew Fierce"               | 24. listopada 2023.                     | 22. travnja 2024.                       |
| 25.          | 25.          | "Vještičji način" "Witchful Thinking"                                                              | 25. listopada 2023.                     | 23. travnja 2024.                       |
| 26.          | 26.          | "Čudovišni način 2. dio" "The Monster Way"                                                         | 8. prosinca 2023.                       | 24. travnja 2024.                       |